# 赵达生
赵达生（1945年—2015年），汉族，中华人民共和国政治人物、第十一届全国政协委员。2015年3月12日逝世。
加入中国共产党，担任军事医学科学院原院长。2008年，当选第十一届全国政协委员，代表医药卫生界，分入第四十六组。